# Histoire d'Oderzo
Le chapitre concerne l’histoire de la cité d'Oderzo de sa fondation à aujourd’hui.

## Origines
La fondation de la cité, qui est certainement une des plus antiques du Tri-veneto (trois régions antiques de Vénétie), qu’on peut fixer autour du XIe siècle av. J.-C. par les Paléo-Vénètes : L'établissement de l’époque s’appelle Opterg, qui en langue vénète signifie Piazza del mercato (place du marché).
À l'époque la zone, légèrement en colline et située entre le fleuve Monticano et un bras (disparu aujourd’hui) du Piave, était traversé par une importante route commerciale, avec des établissements fixes datant probablement de quelques siècles, selon les restes mis au jour de nécropoles.
L'importante position stratégique de la zone a été la cause, pendant des siècles, des fortunes et des malheurs de la cité. Des fouilles archéologiques, au cours de XXe siècle ont permis de découvrir plusieurs établissements de cette époque, dont le plus intéressant près de ladite Mutera di Colfrancui.

## L’annexion progressive à Rome
Ensuite, avec l’expansion au nord de la République romaine, les Romains et Vénètes s’unirent et initièrent un processus de pacifique et lente romanisation de la cité. Le témoignage de cette coexistence fut la réalisation en 148 av. J.-C. de la via Postumia, importante voie de communication qui relie Gène à Aquilée traversant le plaine du Pô : les Vénètes acceptèrent que la route traversât leur territoire, passant aussi par Oderzo. Cela accéléra l’intégration de la cité, dont le nom sera Opitergium en latin.

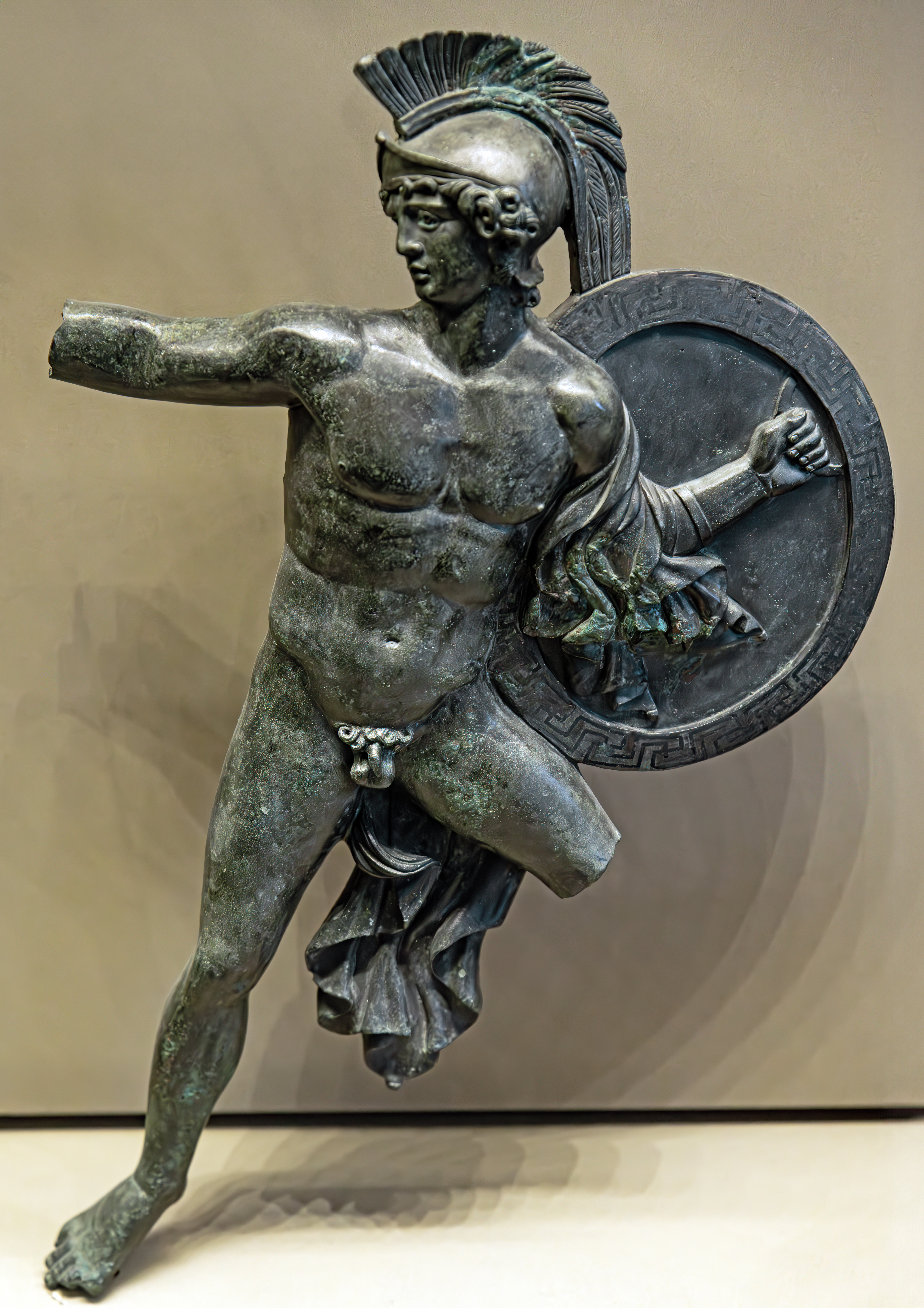
Applique provenant d'une armure de statue impériale
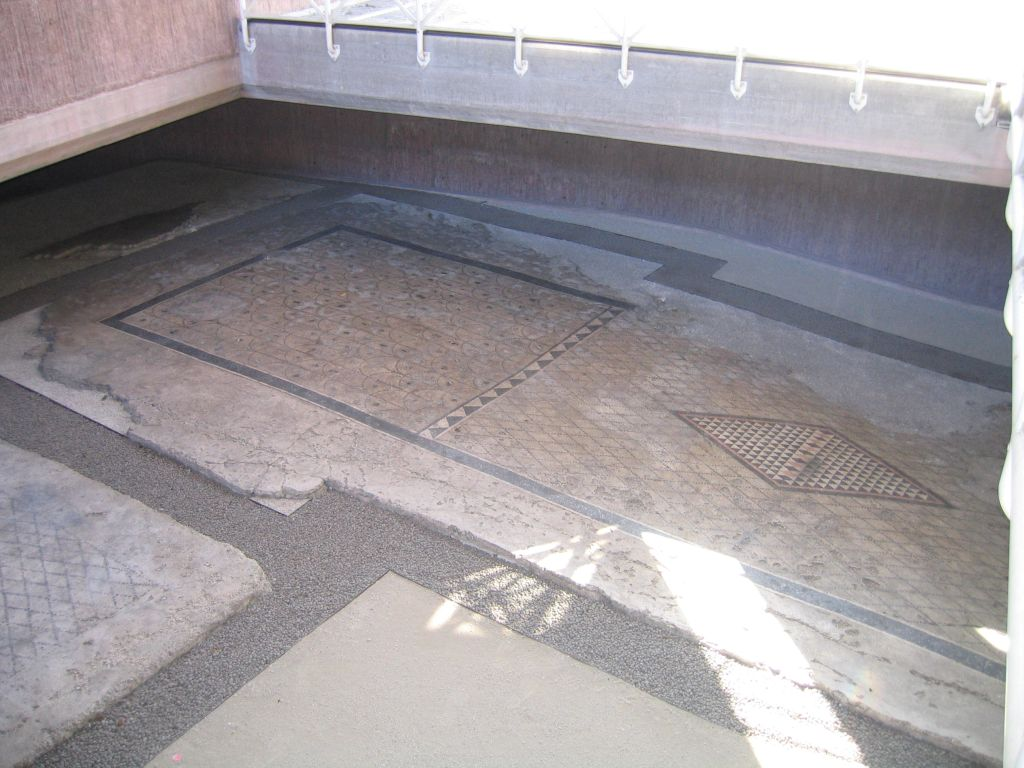
Foro Romano, restes d’une antique villa romaine
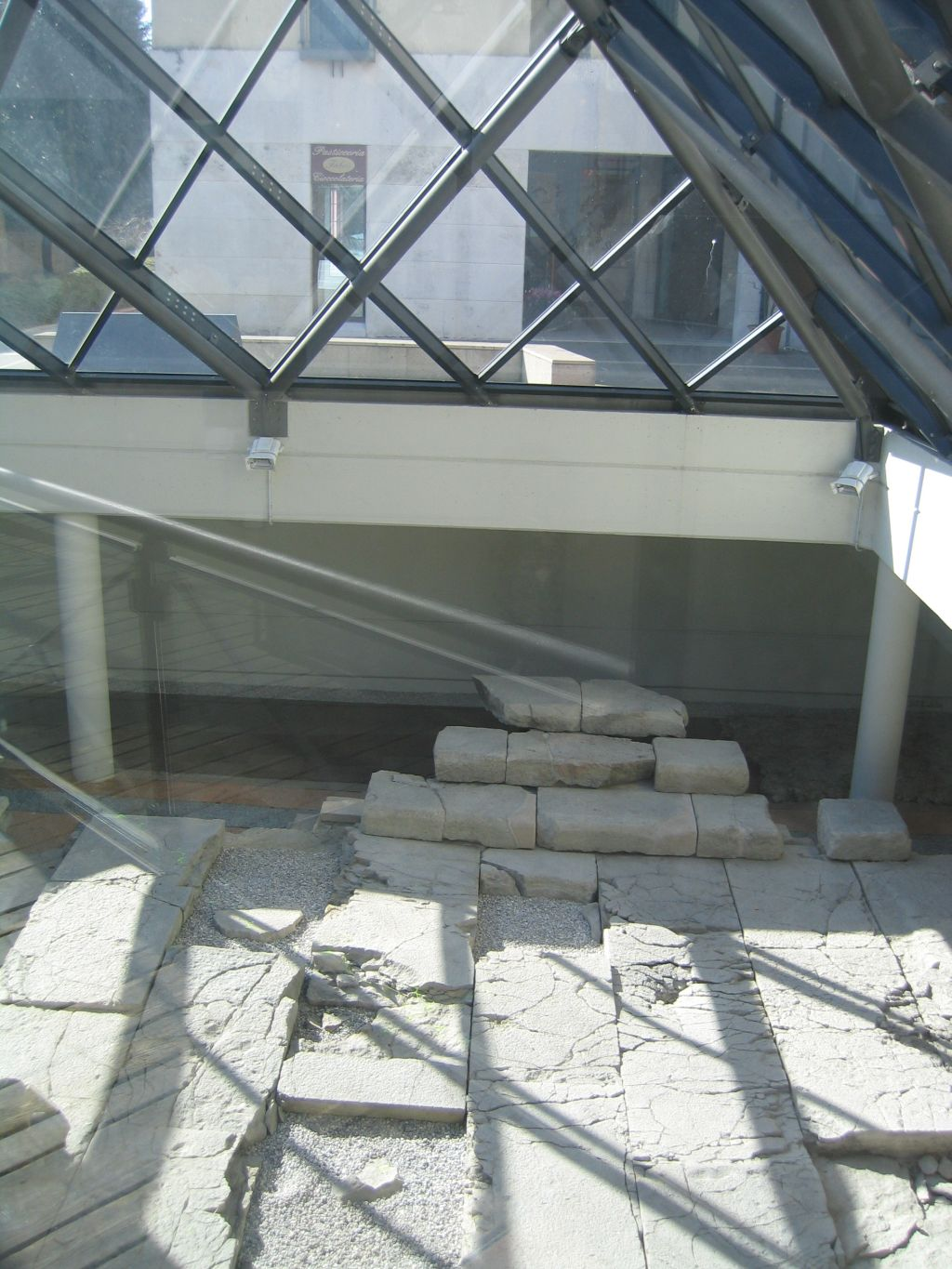
Zone archéologique de la Pyramide

### L'élévation àmunicipiumromain
La fortune d'Oderzo continua au Ier siècle av. J.-C.  à l’occasion de la Guerre civile romaine  (49 av. J.-C.) de Jules César contre Pompée, Opitergium se rangea avec le premier : les soldats de la cité conduits par le centurion Caio Voltejo Capitone, préférèrent se suicider plutôt que d’être prisonniers de l’ennemi durant une bataille près de Fiume (Croatie), en 49 av. J.-C.
C’est cet acte d’héroïsme qui poussa César à élever la cité au statut de municipium et à accorder la citoyenneté romaine à ses habitants, qui à, cette époque étaient plutôt indépendants du pouvoir romain. La cité fut allouée à la tribu Papiria, et son territoire augmenté de trois cents centuries. Capitone, avant même Tite-Live, est le plus ancien dont on connaît au moins une partie de la vie.
Après cela, la cité commence une période de grande splendeur qui dura pendant tout le Ier siècle : elle devient ainsi une des plus importantes cités du nord-est italien de 50 000 habitants, à la tête d’un territoire qui comprenait la zone du Vénète oriental de la lagune de Venise (à l’époque appelée laguna opitergina) jusqu’aux montagnes du Cansiglio (appelées par Pline l'Ancien les monts Opitergini), du Piave jusqu’au fleuve Tagliamento.
Après le développement de la Julia Concordia Sagittaria, Opitergium perdit le contrôle de la zone de l’actuel Frioul entre le fleuve Livenza et le Tagliamento, à l’avantage de ce dernier, cité de fondation romaine dans le voisinage de l’actuel Portogruaro.

### Voies de communication
À l’époque romaine la cité était desservie par un port fluvial, alimenté par les eaux d’un ancien bras du Piave (sur le lit duquel, au Moyen Âge, furent creusés les canaux Navisego et Piavon), et un port maritime, situé près de l’actuel pays de Ceggia, qui à l’époque se trouvait au bord de mer. Dans la zone les Opitergini fondèrent les actuels Eraclea et Jesolo, célèbres lieux balnéaires de la Province de Venise.
La cité était aussi reliée, via la terre, à Altino (via Altinate), Serravalle, Lorenzaga, Settimo sul Livenza (actuel Portobuffolé), Trento (via Tridentina).

## Le haut Moyen Âge
Avec la diffusion du christianisme, Opitergium devient un diocèse, dont le siège est aujourd’hui à Vittorio Veneto, il calqua les frontières administratives romaines, et les a maintenues avec peu de variantes jusqu’à aujourd’hui.

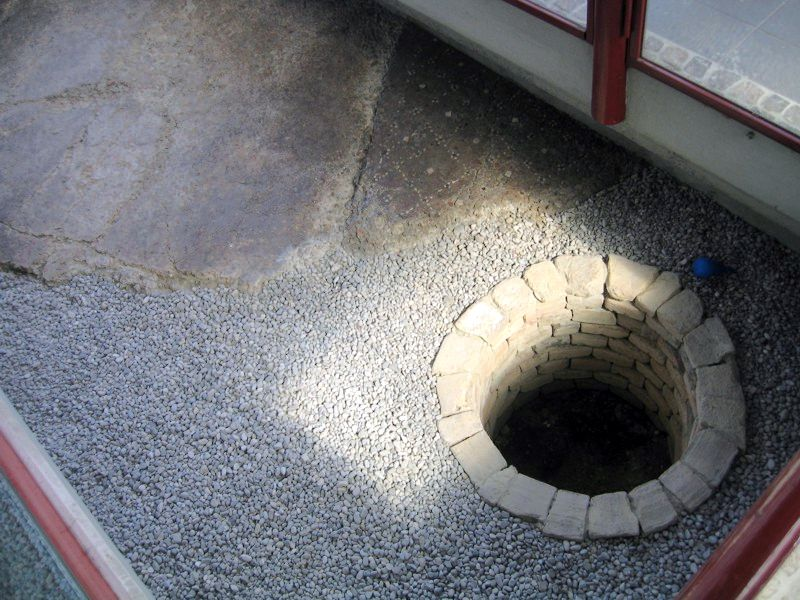
Puits romain, zone archéologiques de la Via dei Mosaici.

Avec le déclin de Empire romain débuta une période noire pour la cité, qui sera plusieurs fois saccagée et détruite par les Barbares, à commencer par les Quades et les Marcomans en 167, suivis entre autres par les Wisigoths de Alaric II en 402 et les Lombards du roi Rothari en 643.
Une controverse existe sur l’hypothèse que la cité fut saccagée par les Huns d’Attila autour de 452 : cela a alimenté une légende selon laquelle les anciens d'Oderzo, à l'arrivée remarquée du célèbre chef barbare, auraient caché les trésors de la cité dans un puits. Mais le fait que des histoires similaires furent racontées dans d’autres cités du nord de l’Italie, discrédite de telles légendes. Malgré cela, jusqu’à la fin de la Seconde Guerre mondiale, dans les contrats de vente des terrains une clause était insérée, la ius putei, laquelle prévoyait qu'en cas de découverte d’un trésor, celui-ci reviendrait de droit à l’ancien propriétaire.
En 489, Théodoric le Grand, roi des Ostrogoths, aurait prévu la reconstruction de la cité. Exactement un siècle après, en 589, une épouvantable crue modifia la géographie du Vénète et de la plaine du Pô : En dehors de l'Adige et autres fleuve, le Piave aussi changea de cours pour se déplacer d’environ huit km au sud-ouest.
La cité se trouve ensuite confrontée à la guerre entre les Lombards et les Byzantins pour la suprématie en Italie. En 616 ou en 617, une période de trêve, qui dura trente années, se termina après un tragique fait criminel survenu à Oderzo.

### L'homicide de Caco et Tasone
En 616, ou en 617, Oderzo est sous le contrôle byzantin. Le patricien Gregorio invita à Oderzo les Lombards Tasone et Caco, fils de Gisulf II duc du Frioul, pour une rencontre amicale, et jura de couper la barbe au premier et de l’"adopter" comme son propre fils. Les deux jeunes arrivèrent en ville avec des amis, mais une fois à l’intérieur, ils furent sauvagement assassinés. Gregorio, dénoua le serment en coupant la barbe de la tête coupée de Tasone.
La vengeance arriva cinquante années après par Grimoald Ier de Bénévent, frère cadet des deux victimes, devenu entretemps roi des Lombards : celui-ci rasera définitivement au sol la cité en 667.
Mais vu l’instabilité politique de la zone et l’insuffisante défense de la cité, exposé à chaque incursion, le siècle de l’archevêché et le corps de San Tiziano (mort en 632) avait déjà été transférés dans un endroit plus sûr, en premier à Eraclea, puis à Ceneda, l’actuel Vittorio Veneto.

### L'abandon de la cité

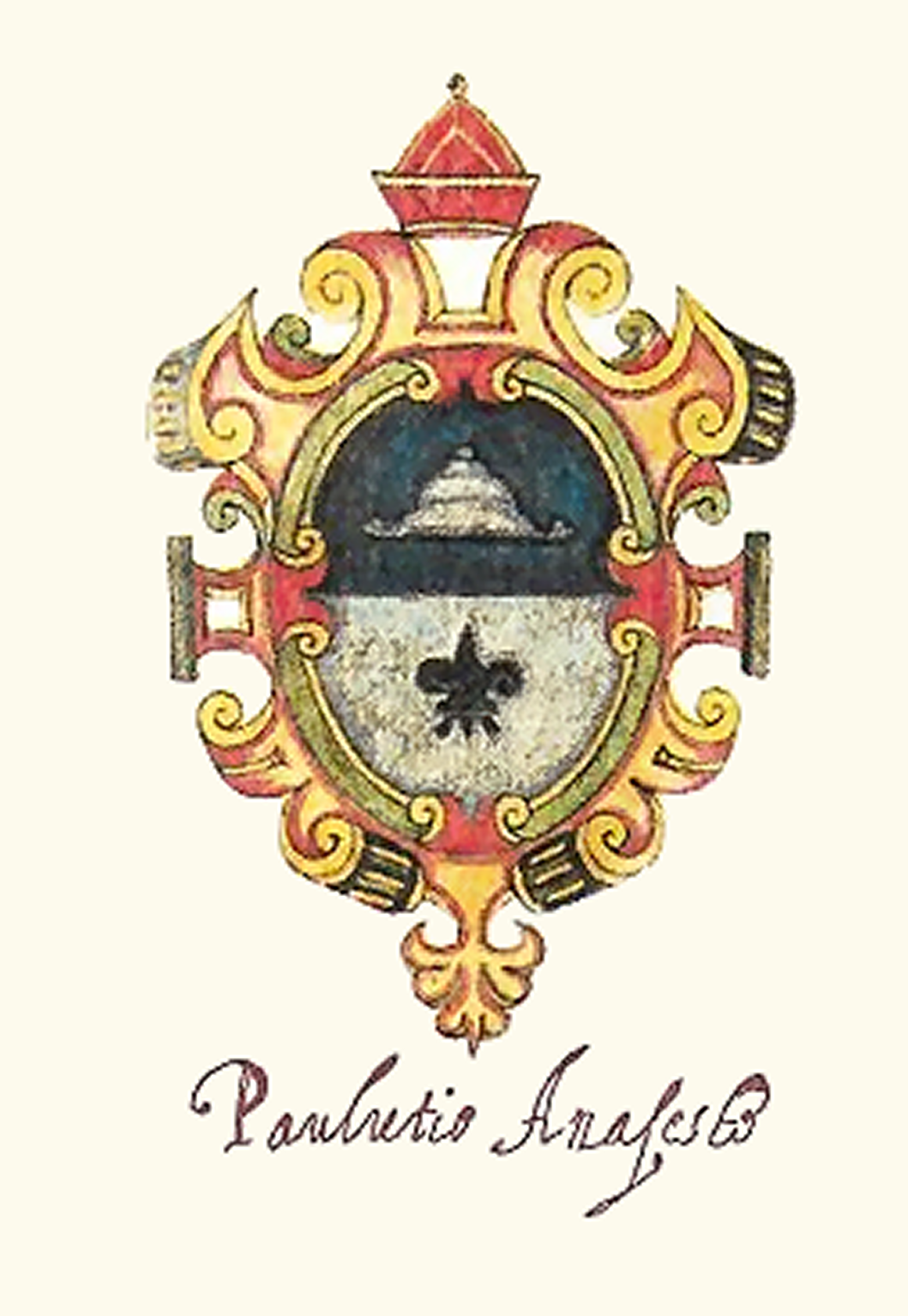
Armoiries de Paolo Lucio Anafesto

Depuis longtemps la cité était abandonnée et ses habitants ayant fui vers la lagune où, avec d’autres fuyant de Concordia Sagittaria, Aquilée, Padoue, Altino et autres cités de la plaine vénète, fondèrent Rialto, la future Venise, à laquelle Oderzo donnera son premier Doge, le légendaire Paolo Lucio Anafesto.
De cette période jusqu’à la fin du premier millénaire, Oderzo ne fut autre qu’un petit village d’agriculteurs qui construisaient leurs miséreuses maisons autour des ruines de l’ancien centre, continuellement dépouillés par les premiers Vénitiens, du matériel utile pour l’édification de leur nouvelle ville.
Oderzo, n’est rappelé ensuite dans un document qu’en 963, même pas comme pays, mais comme simple localité et fut détruite de nouveau par les Vénitiens en 974.
Le déclin de la cité favorisa le développement des autres centres de la zone qui étaient, jusque-là, au deuxième plan : Trévise, Conegliano, Serravalle, Motta di Livenza, au-delà de Ceneda et Venise.

## Le bas Moyen Âge
Après l’année 1000, Oderzo reprend vie autour de son nouveau château, même s’il ne retrouve pas le faste d’antan. À l'époque la cité se développe presque totalement à l’intérieur de la ceinture de murailles. L'actuel campanile du dôme a été édifié sur la base d’une des quatre tours qui faisaient angles ; la seconde a été reconstruire dans les années 1990 et prend le nom de Torreson ; la troisième se trouve à proximité de l’actuel Pyramide, la dernière, démolie aux environs de 1866, est voisine de l’actuel sens giratoire de la Piazza Castello.
Entretemps, dans toute l’Italie se répand le phénomène de féodalité : les évêques de la zone commencèrent à louer leurs terres aux riches familles locales, dont certaines venaient du nord.

### Les diatribes entre féodalités et Communes
La position stratégique de la cité reste inchangée, si bien qu’en 1089, une famille noble des Préalpes vénètes, les Da Montanara, s'installa à trois kilomètres au nord de la cité, près du centre de Camino (hameau d’Oderzo), y édifiant un château et prenant le nom de la localité, devenant ainsi les Da Camino.
Pendant tout le bas médiéval la cité se verra dirigée par les autorités religieuses (les évêques des diocèses de Belluno et Ceneda), civiles (la commune de Trévise) et des familles féodales (les Caminesi, les Ezzelini et les Scaligeri) jusqu’à ce qu’en 1380, elle passa définitivement sous la République de Venise. À Oderzo demeurait un podestat vénitien déjà en 1339, quand il fut assigné par le Doge Francesco Dandolo.

## La période vénitienne, napoléonienne et autrichienne

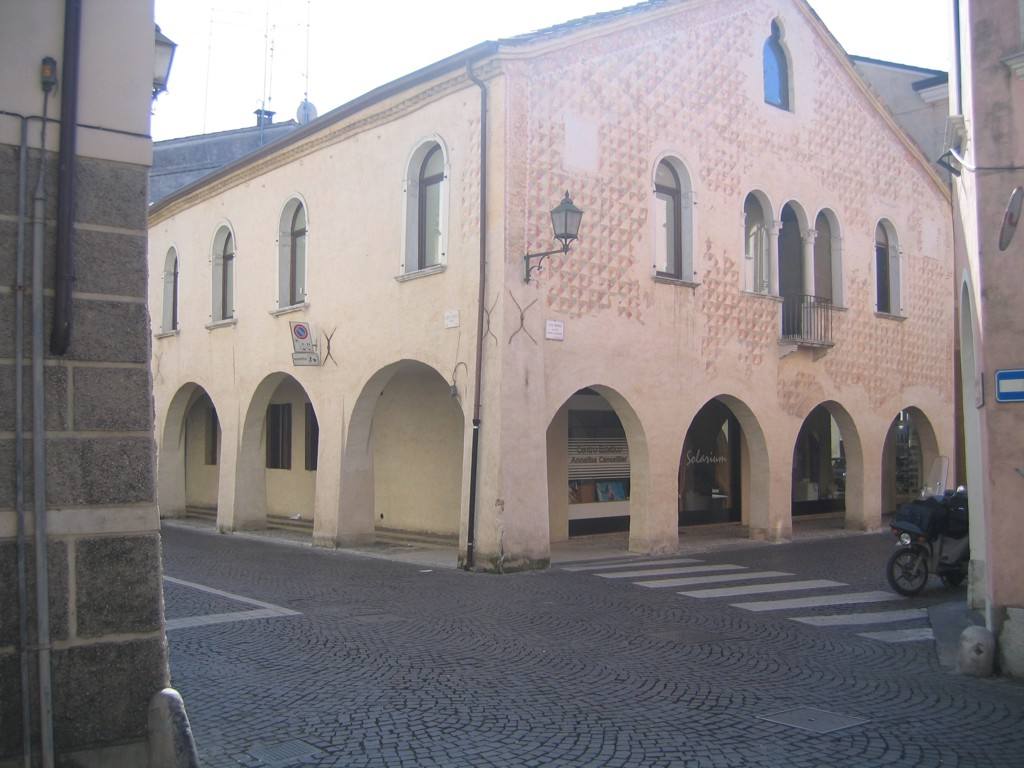
maison anonyme du XVIe siècle

Sous Venise, Oderzo était à la tête d’un territorio qui avait le Piave à l’ouest, le canal Piavon à l’est, le Monticano au nord et la localité de Campodipietra au sud.
Les siècles passées sous la domination vénitienne ne seront pas particulièrement favorables à la cité, laquelle ne réussira jamais à sortir d’un état de retard et d’une économie presque exclusivement agricole :  famines et épidémies seront la normalité pour les pauvres habitants de la plaine. Entre le XVIe et XVIIIe siècles se développa l’actuel centre historique de la cité.
Les saccages perpétrés par les troupes françaises avec l’arrivée de Napoléon Bonaparte portèrent à l’extrême la population, déjà éprouvée par des périodes de famine et d’épidémie. Pour ce deux illustres calamités, Oderzo et de la proche Motta di Livenza, se réfèrèrent à Campoformio (ou à villa Manin et à Passariano), pour demander réparations des dégâts, et y réussiront, avançant les présumées origines de Trévise du général français : Tolberto III da Camino, noble local (mari de la célèbre noble-dame Gaia da Camino), qui était en fait le fils d’une Bonaparte.
Pour les habitants de Oderzo, les choses ne changèrent guère, ni sous la domination française, ni après 1815 avec le passage au royaume de Lombardie-Vénétie contrôlé par les autrichiens.

## Période contemporaine
En 1866, c’est le passage plébiscitaire au royaume d'Italie : dans les décennies suivantes la toponymie citadine se remplira de noms de représentants de la maison de Savoie. De cet instant, pour environ un siècle, au nom du "progrès", furent démolis ou modifiés plusieurs édifices historiques de la cité.

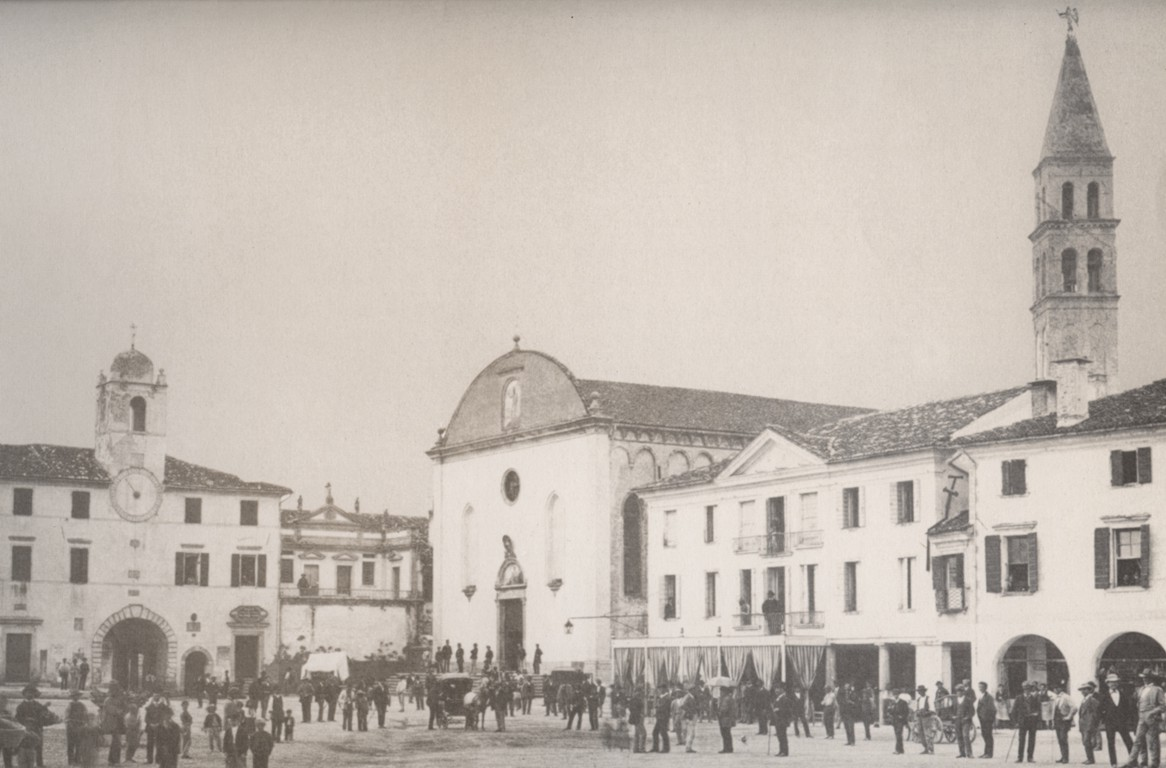
La piazza Grande en 1870

En cette période, la cité commence à ressentir les conséquences du phénomène de émigration italienne. Dans les années qui suivirent, un grand nombre d’habitants partirent vers le Piémont, la Belgique, le Brésil, l'Argentine, le Canada, l'Autriche.

### Les deux guerres mondiales
En 1917, pour son voisinage avec les rives du Piave, Oderzo se trouva sur le front et subit les pesantes conséquences de la tristement fameuse retraite de Caporetto: archives communales dispersées, œuvres d’art disparues ou endommagées, édifices détruits.
En 1929, la commune d’Oderzo absorbe le territoire communal du hameau voisin de Piavon.
À partir de 1943, avec le début de la guerre civile, l'entière zone de l'Opitergino est le lieu d’affrontement entre fascistes et Partisans, avec représailles et épisodes de violences commises par les deux  parties en cause. Ceux-ci culmineront avec la pendaison à Camino di Oderzo de Giovanni Girardini et Bruno Tonello, deux étudiants universitaires antifascistes, le 12 septembre 1944, et la tragédie d’Oderzo du 30 avril 1945, qui vit l’exécution sommaire de 120 personnes suspectées d’appartenir au Parti national fasciste, évènement rapporté par Gianpaolo Pansa dans son roman Il sangue dei vinti de 2003.

## Note
1. ↑  Vedi Oderzo Toponomastica.
2. ↑  Le petit plateau où fut fondé Oderzo a été partiellement nivelé au cours des siècles à cause des destructions successives de la cité.
3. ↑  Paul Diacre, Historia Langobardorum.
4. ↑  C’était un usage lombard de couper la barbe et les cheveux aux jeunes qui arrivaient à leur majorité : de cela dérivent les deux termes en langue vénète, tosa et tosàt, c’est-à-dire "fille" et "garçon".
5. ↑  L'épisode est raconté par Paul Diacre dans s:la:Historia Langobardorum - Liber IV.
6. ↑  Circolo Vittoriese di Ricerche Storiche, I Da Camino, Vittorio Veneto 2002
7. ↑  Federico Maistrello, Partigiani e nazifascisti nell'Opitergino (1944-1945), Cierre edizioni, Verona, 2001, pag. 65-67
8. ↑  Giampaolo Pansa, Il sangue dei vinti, Sperling & Kupfer, 2003, pag. 193-206